# All-Ireland Senior Football Championship 1983
L'All-Ireland Senior Football Championship 1983 fu l'edizione numero 97 del principale torneo di calcio gaelico irlandese. Dublino batté in finale Galway in una partita che fu ribattezzata Game of Shame, visto che ci furono quattro espulsi, tre per la squadra della capitale, uno per i campioni del Connacht.

## Semifinali
| Dublino 14 agosto 1983 | Galway | 1-12 – 1-11 | Donegal | Croke Park |

| Dublino 21 agosto 1983 | Dublino | 2-11 – 2-11 | Cork | Croke Park |

| Dublino 28 agosto 1983 | Dublino | 4-15 – 2-10 | Cork | Croke Park |

### Finale
| Dublino 26 settembre 1983 | Dublino | 1-10 – 1-08 | Galway | Croke Park (71998 spett.) |